# Landesmusikjugend Rheinland-Pfalz
Die Landesmusikjugend Rheinland-Pfalz ist die Vereinigung aller Jugendgruppen der Kreismusikverbände im Landesmusikverband Rheinland-Pfalz e.V. (LMV) und wurde auf Initiative von Willibald Groß († 2008), der später auch die Deutsche Bläserjugend aus der Taufe hob, gegründet. Sie agiert eigenständig im Rahmen der musikalischen und außermusikalischen Jugendarbeit im Landesmusikverband Rheinland-Pfalz. Die Geschäftsstelle befindet sich derzeit im Kreismusikverband Neuwied, in Neuwied-Engers.

## Aufgaben
Die Landesmusikjugend versteht sich nicht nur als Aus- und Weiterbilder in der musikalischen Jugendarbeit, sondern engagiert sich auch sehr stark in der außermusikalischen Jugendarbeit. In der musikalischen Jugendarbeit werden die Rahmenbedingungen und Inhalte für Jungmusikerleistungsabzeichen (D-Lehrgänge) festgelegt. Doch auch die musikalische Förderung bildungsfernerer Kinder wird aktiv angegangen durch Angebote wie z. B. das Klangzelt.

In der außermusikalischen Jugendarbeit widmet sich die Landesmusikjugend sowohl musikjugendspezifischen, als auch allgemeinen Fragen der Jugendarbeit. In regelmäßigen Jugendleiterschulungen und -tagungen wird den Jugendleitern auf Kreis- und Vereinsebene fundiertes Wissen an die Hand gegeben, aber auch Erfahrungen ausgetauscht. Auch die Interessenvertretung der Jugend sowohl gegenüber dem Landesmusikverband, aber auch gegenüber den zahlreichen politischen Gremien hat sich die Landesmusikjugend zum Ziel gesetzt.

## Struktur
Im Gegensatz zu vielen anderen Jugendverbänden operiert die Landesmusikjugend weitestgehend ehrenamtlich und beschäftigt daher nur einen hauptamtlichen Jugendbildungsreferenten. Dies waren von 2004 bis 2013 Roland Unger, von April 2014 bis März 2018 Erik Meisberger; seit Oktober 2018 ist die Stelle mit Volker Silter besetzt. Der Vorstand wird im 4-Jahres-Turnus von den Vertretern der Kreisverbände gewählt und setzt sich zusammen aus Landesjugendleiter, stellvertretendem Landesjugendleiter, Landesjugendmusikleiter Blasmusik, Landesjugendmusikleiter Spielleute, sowie je einem Beisitzer für die Regionen Koblenz, Trier und Rheinhessen. Hinzu kommen der Jugendbildungsreferent und ein Vertreter der Kasse.
Die Landesmusikjugend ist Mitglied in der deutschen Bläserjugend und im Landesjugendring Rheinland-Pfalz.

## Arbeitstagung
Jährlich findet die Arbeitstagung am zweiten Wochenende nach Karneval in einer Jugendherberge in Rheinland-Pfalz statt. Gastgeber ist hierbei die örtliche Kreismusikjugend, die in Zusammenarbeit mit dem Vorstand der Landesmusikjugend mit der Organisation der Arbeitstagung betraut ist. Die Themen der Workshops haben sich zumeist im Vorjahr aus Vorschlägen aus den Kreisverbänden und Vereinen selbstständig ergeben und reichen von der Probenpädagogik über den Umgang mit neuen Medien und sozialen Netzwerken hin bis zum Kochen für Großgruppen.